# 7악동
《7악동》(Seven Rascals)은 1996년에 개봉한 대한민국의 코믹 액션 영화이다.

## 줄거리
젊음의 열기가 가득한 문화의 광장 중앙에 자리잡고 있는 미니 패스트푸드점에서 아르바이트를 하고 있는 7악동은 모두 고아 출신으로 본인들이 학비를 벌어 공부를 하는 용기있는 아이들이다. 또한 공원의 이벤트인 캐릭터 쇼에 참가하여 타이거 가면을 쓰고 무술시범과 노래, 춤으로 공원을 찾는 아이들에게 즐거움을 주는 7악동을 어린이들은 타이거 7형제라 부른다. 공원에서 나쁜 짓을 일삼는 불량배와 폭주족, 소매치기에 대항해 두번 다시 나쁜 짓을 못하도록 교화시키는 것, 또 어린 소년 소녀들을 납치해 날치기, 앵벌이, 소매치기 등 범죄행위를 시키는 조직단 일망타진도 7악동의 몫이다. 그리고 7악동은 심장병으로 죽어가는 고아원 동생 지숙을 살리기 위해 산악 자전거대회에 출전, 목숨건 레이스를 벌려 우승 상금으로 지숙을 살려내는 진정한 용기를 보여 주기도 한다. 결국 7악동은 경찰청에서 용감한 어린이들로 선정되어 명예 경찰 임명장을 받는다.

## 출연
- 신준호 : 김유신 역
- 정태우 : 일지매 역
- 윤동원 : 임꺽정 역
- 최우혁 : 홍길동 역
- 강기화 : 유관순 역
- 이주영 : 안성기 역
- 노선민 : 지숙 역
- 전성희 : 마리아 수녀 역
- 이주철 : 마강식 역
- 원성진 : 허풍달 역
- 정웅인 : 쪽제비 역
- 유현철 : 망태 역
- 김유민 : 독사 역
- 김민식 : 도둑 A 역
- 박경호 : 도둑 B 역
- 박원기 : (특별출연) MTB 역
- 주대용 : (특별출연) MTB 역
- 이근우 : (특별출연) 스케이드 보드 역
- 백승현 : (특별출연) 스케이드 보드 역